# Комарье
Комарье — село в Доволенском районе Новосибирской области России. Административный центр Комарьевского сельсовета.

## География
Площадь села — 358 гектар.

## Население
| 2002 | 2007  | 2010  |
| ---- | ----- | ----- |
| 1434 | ↘1260 | ↘1131 |

## Инфраструктура
В селе по данным на 2007 год функционируют 1 учреждение здравоохранения, 2 образовательных учреждения.